# جيسون غرينبلات
جيسون غرينبلات (ولد عام 1967) هو محام أمريكي. وكان نائب الرئيس التنفيذي وكبير الموظفين القانونيين لدونالد ترامب ومنظمة ترامب، ومستشاره بشأن إسرائيل. وفي يناير 2017، عُين بوصفه مساعدا للرئيس والممثل الخاص للمفاوضات الدولية من قبل الرئيس دونالد ترامب. غرينبلات هو ابن لاجئين يهود هنغاريين. غرينبلات هو يهودي أرثوذكسي، ويعيش في تينيك، نيوجيرسي، مع زوجته وستة أطفال. وهو يفضل الحل القائم على وجود دولتين، الذي تتوصل إليه الأطراف المعنية ولا تفرضه عليها هيئة مثل الأمم المتحدة. وذكر أن «مستوطنات الضفة الغربية لا تشكل عقبة أمام السلام». في مايو 2017، حصل غرينبلات على درجة الدكتوراه الفخرية من كلية تورو في مدينة نيويورك.